# Estannoxano
El estannoxano es un grupo funcional en la química de organoestaño con la conectividad SnIV
−O−SnIV
 (IV indica el estado de oxidación del estaño). Además del grupo óxido, normalmente hay otros 3 o 4 sustituyentes unidos al estaño. En ambientes acuosos o acuáticos, la mayoría de los compuestos organoestánnicos contienen este grupo.

El óxido de dibutilestaño adopta una estructura polimérica con muchos enlaces estannoxano (Bu es butilo).

## Síntesis y formación
Los estannoxanos se forman por hidrólisis de los haluros de organoestaño. Por ejemplo, la hidrólisis del dicloruro de dibutilestaño produce el compuesto tetraestannano (((CH
3(CH
2)
3)
2ClSn)
2O)
2. La hidrólisis parece proceder a través de hidróxidos de organoestaño. Por ejemplo, la cihexatina (C
6H
11)
3SnOH, de importancia comercial,  se convierte a 200 °C en el hexaciclohexildistannoxano:
2 (C
6H
11)
3SnOH → ((C
6H
11)
3Sn)
2O + H
2O
Se ha propuesto que el proceso de condensación ocurra a través de un mecanismo asociativo, que involucra al dímero. Este mecanismo asociativo se apoya en el hallazgo de que el Me3SnOH existe en solución como dímero.((CH
3)
3Sn)
2(μ-OH)
2 .

## Reactividad
El indicativo de la labilidad del enlace Sn-O, es que los distannoxanos intercambian con otros diestannoxanos:
(R
3Sn)
2O + (R'
3Sn)
2O → 2 R
3SnOSnR'
3
Los enlaces Sn-O-Sn en derivados orgánicos simples son reactivos hacia los ésteres de ácido carboxílico para dar diestannoxanos asimétricos:
2 R
2SnO + R'CO
2R" → R'CO
2SnR
2−O−SnR
2OR"